# 't Nupke
 't Nupke is een in 1843 gebouwde windmolen. De molen is gebouwd op een 2,5 m hoge belt. De grond waarop hij is gebouwd heette vroeger 't Nupke, dat onder andere bultje betekent. Het is een natuurlijke verhoging van +/- 1 meter in het terrein. In 1980 heeft de molen de huidige naam gekregen van de eerste vrijwillige molenaar Vlemmix. De molen staat aan de Molenakker 3 in Geldrop.
Er zijn 2 koppels maalstenen. Een koppel 17der (150 cm diameter) kunststenen en een koppel 17der natuurstenen. Beide maalstenen zijn maalvaardig, en worden gebruikt al naargelang de behoefte.
De wieken zijn Oudhollands. De 4,5 m lange, houten bovenas heeft een gietijzeren insteekkop van de Kempense IJzergieterij en Smederij A. v. Aerschot.
De vang (rem) is een Vlaamse blokvang met vangtrommel en bestaat uit vier stukken.
De molen wordt op de wind gezet met een kruilier aan de staart. De met dakleer bedekte kap draait op een Engels kruiwerk.
Voor het malen van graan is een koppel 17der (150cm diameter) kunststenen, een koppel 17der natuurstenen (blauwe stenen) en een elektrisch aangedreven koppel van 90 cm aanwezig.
Het luiwerk, waarmee de zakken graan opgehesen worden, is een sleepluiwerk.

## Overbrengingen
- De overbrengingsverhouding voor de koppels maalstenen is 1 : 5,27.
- Het bovenwiel heeft 73 kammen en het bovenrondsel heeft 36 staven. De koningsspil draait hierdoor 2,03 keer sneller dan de bovenas. De steek, de afstand tussen de kammen, is 12 cm.
- Het spoorwiel heeft 65 kammen met een steek van 9,5 cm. De steenrondsels hebben 25 staven. De steenrondsels draaien hierdoor 2,6 keer sneller dan de koningsspil en 5,27 keer sneller dan de bovenas.

## Eigenaar
- Gemeente Geldrop-Mierlo

## Fotogalerij

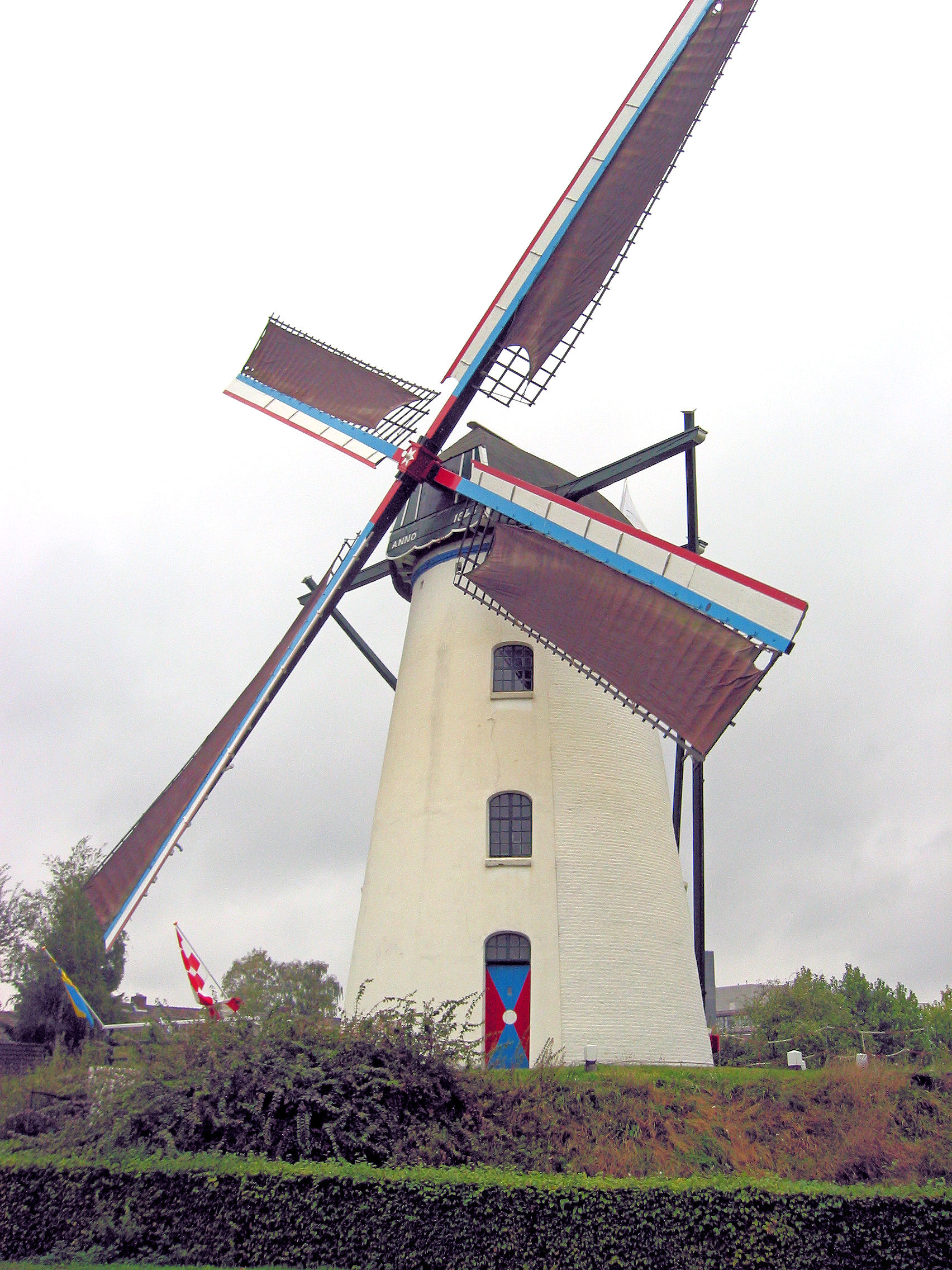
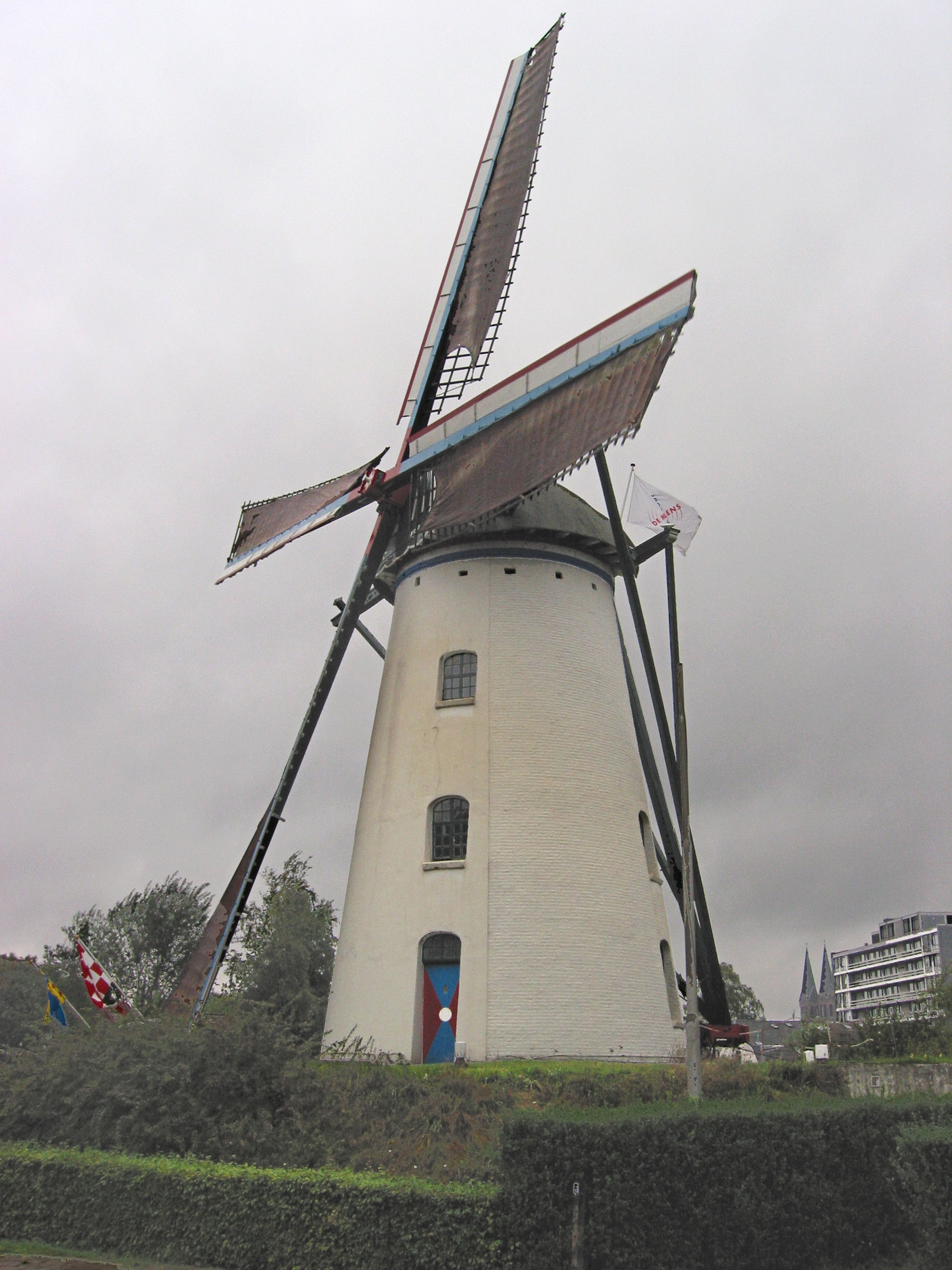
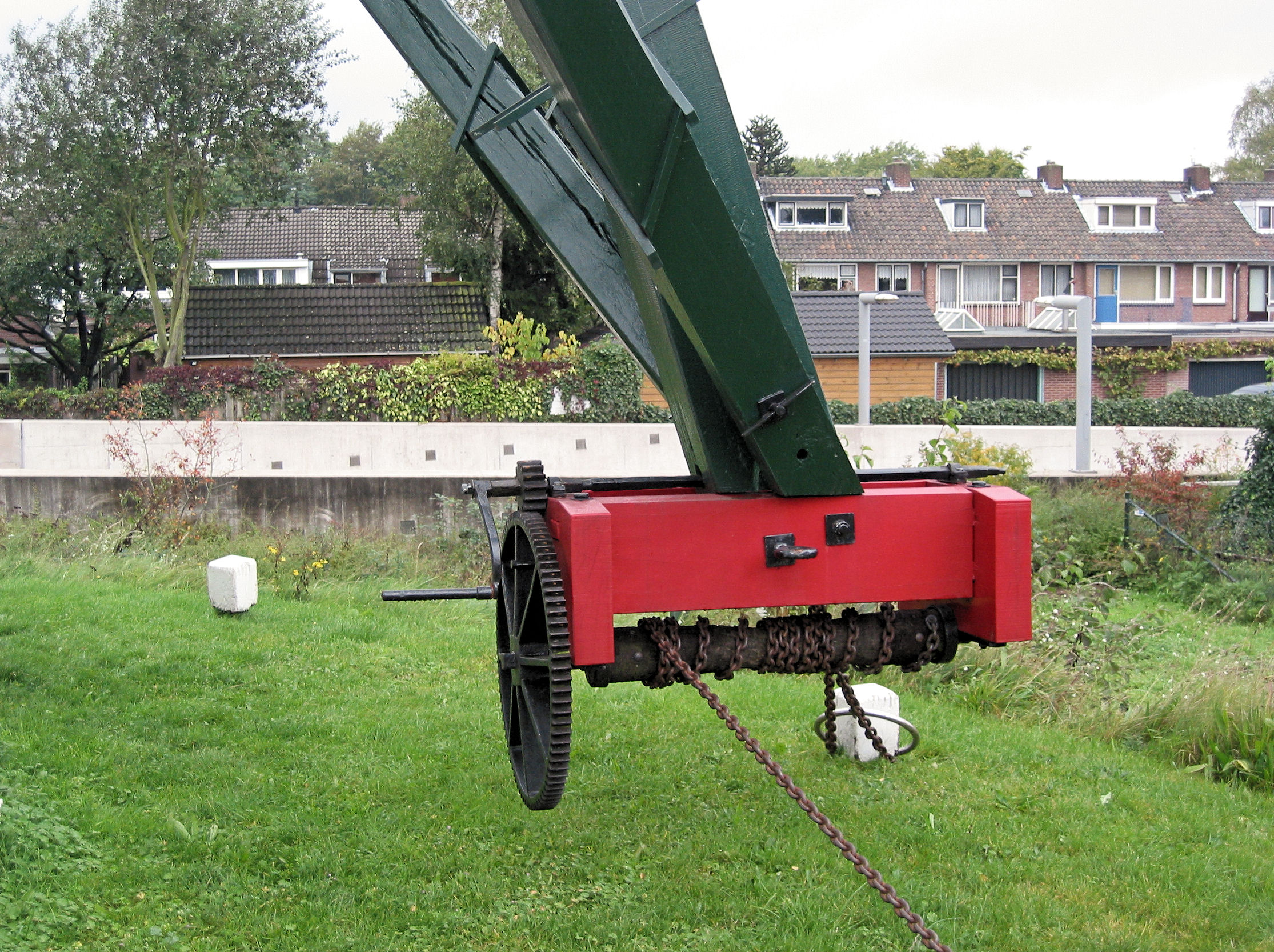
Kruilier
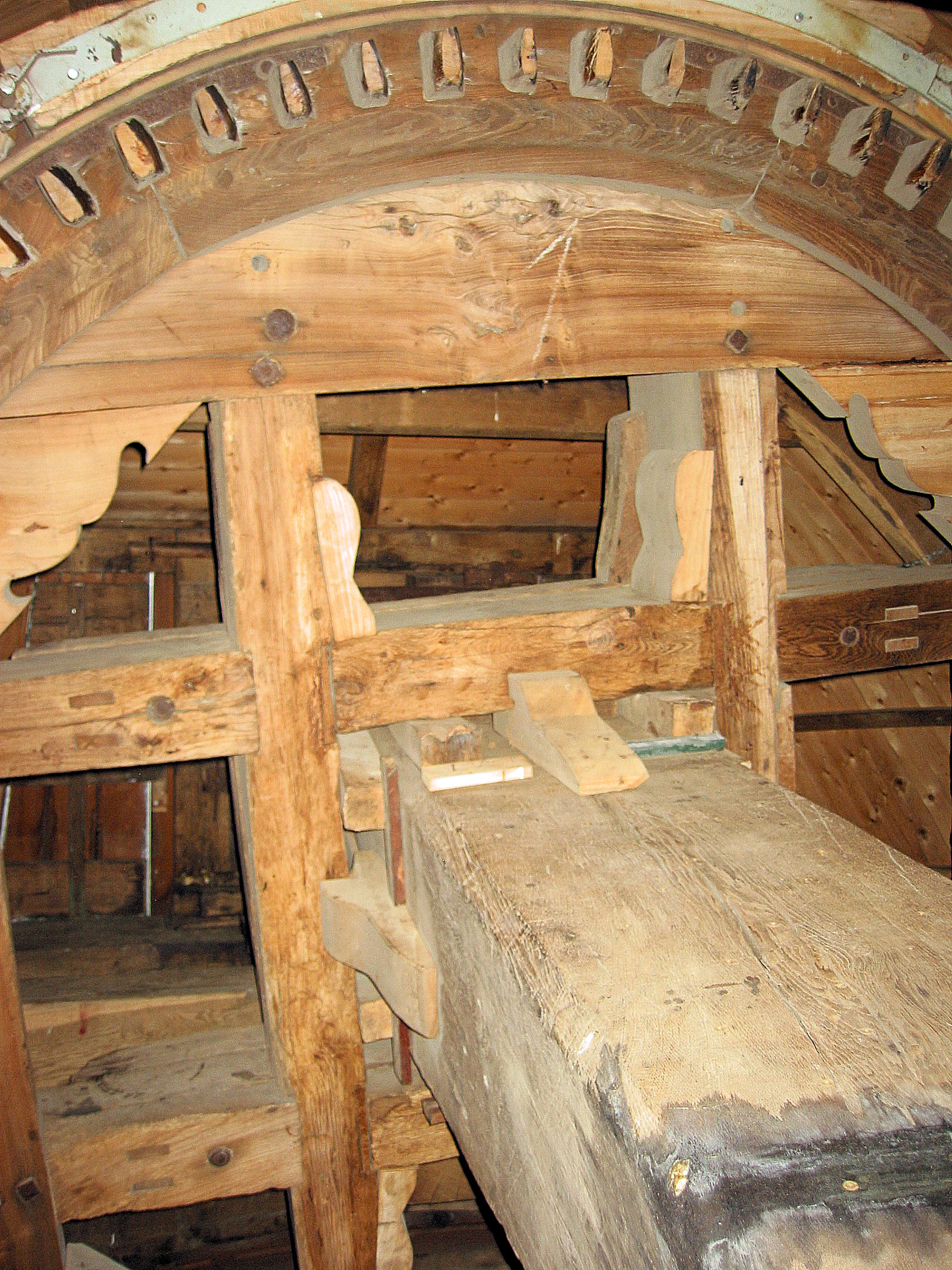
Houten bovenas